# Weltpostkongress 1924
Der achte Weltpostkongress fand 1924 in Stockholm statt und dauerte 56 Tage. Es waren 182 Teilnehmer anwesend als die feierliche Eröffnung zum fünfzigjährigen Bestehens des Vereins durch den schwedischen König Gustav V. erfolgte.
Der Kongress erteilte der neuen Fassung der Verkehrsurkunden seine Zustimmung, womit für die Fortentwicklung der Weltpost klare Rechtsgrundlagen geschaffen worden sind. Stets daran denkend seiner kulturellen Aufgaben beschloss der Kongress eine erhebliche Herabsetzung der Postgebühren für Zeitungen, Zeitschriften, Bücher und wissenschaftliche Werke sowie eine Ermäßigung der Briefgebühren. Auch wurden die Durchgangskosten für Briefsendungen erneut vermindert. Die Beschlüsse traten am 1. Oktober 1925 in Kraft.